# فرودگاه استوان
فرودگاه استوان (به انگلیسی: Estevan (South) Airport) یک فرودگاه همگانی است که یک باند فرود چمن دارد و طول باند آن ۶۷۵ متر است. این فرودگاه در کشور کانادا قرار دارد و در ارتفاع ۵۷۹ متری از سطح دریا واقع شده است.